# Chiesa di Sant'Agata (Basiglio)
La chiesa di Sant'Agata è la parrocchiale di Basiglio, in città metropolitana e arcidiocesi di Milano; fa parte del decanato di Rozzano.

## Storia
Nel Liber Notitiae Sanctorum Mediolani la cappella di Basiglio è elencata tra quelle dipendenti dalla pieve di Decimo; questa situazione è confermata nella Notitia cleri del 1380.
I lavori di costruzione della nuova chiesa iniziarono nel 1540, mentre la consacrazione venne impartita il 14 giugno 1545 dal vescovo di Tagaste Melchiorre Crivelli.
Il 23 marzo 1568 il delegato papale Leonetto Chiavone decretò il passaggio della parrocchia alla pieve di Locate e nel 1573 la chiesa ricevette la visita dell'arcivescovo Carlo Borromeo.
Nel 1641 si provvide a realizzare il campanile e nel 1686 l'arcivescovo Federico Visconti visitò la parrocchia.
L'altare maggiore fu costruito nel 1757 e nel 1808 la chiesa venne interessata da un restauro; nel 1898 l'arcivescovo Andrea Carlo Ferrari, compiendo la sua visita, trovò che la parrocchiale di Sant'Agata, in cui aveva sede la confraternita del Santissimo Sacramento, aveva come filiali le cappelle di San Bernardo in località Vione e dei Santi Vitale e Valeria a Romano Paltano.
Tra il 1964 e il 1966 la chiesa fu nuovamente ristrutturata, mentre l'adeguamento postconciliare venne condotto negli anni settanta.
Nel 1972, con la riorganizzazione territoriale dell'arcidiocesi voluta dal cardinale Giovanni Colombo, la parrocchia entrò a far parte del decanato di Melegnano, mentre poi nel 1983 fu aggregata la decanato di Rozzano.

## Descrizione

### Esterno
La facciata della chiesa, rivolta a occidente, è scandita da quattro lesene e presenta centralmente il portale d'ingresso, protetto dal protiro che si sorregge su due colonnine, e sopra un'ampia specchiatura, affiancata da due finestre rettangolari.
Annesso alla parrocchiale è il campanile a base quadrata, suddivisa in più registri da cornici marcapiano; la cella presenta su ogni lato una monofora a tutto sesto ed è coronata dalla cupoletta poggiante sul tamburo.

### Interno
L'interno dell'edificio si compone di un'unica navata, sulla quale si affacciano le cappelle laterali introdotte da archi a tutto sesto e le cui pareti sono scandite da paraste sorreggenti la trabeazione modanata e aggettante sopra la quale si imposta la volta a botte unghiata; al termine dell'aula si sviluppa il presbiterio, rialzato di alcuni gradini e chiuso dall'abside poligonale.